# Asterotrichion
Asterotrichion é um género botânico pertencente à família Malvaceae.

## Espécies
- Asterotrichion discolor